# Cabeça Fundão
Cabeça Fundão (Crioulo cabo-verdiano, ALUPEC e Crioulo do Fogo: Kabesa Fundãu) é uma aldeia do município de São Filipe na ilha do Fogo, em Cabo Verde.

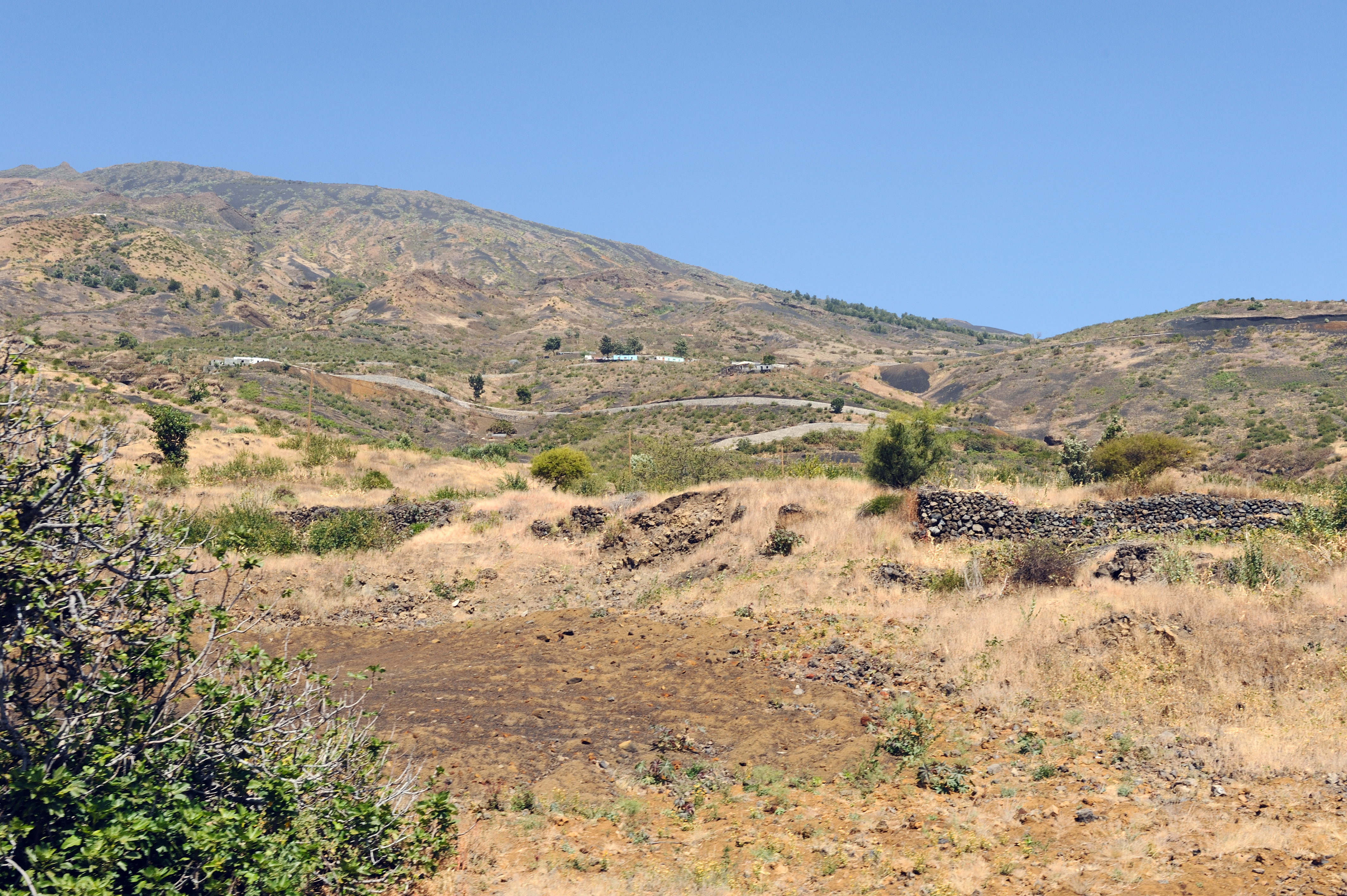
O vicinidade de sul de Cabeça Fundão

Localizado-se atrás de Achada Furna e Caldeira do Fogo (localizado próximo de aldeia) e rodovia montanhoso, o EN3-FG05, o Caminho de Achada Furna e Chã das Caldeiras. O topográfico o vicinidade de este é origem vulcânico de erupções novas.

## Vilas próximos ou limítrofes
- Chã das Caldeiras, norte
- Estancía Roque, suleste
- Achada Furna, sul